# Paraeurina acuminata
Paraeurina acuminata är en tvåvingeart som först beskrevs av Lidia Ivanovna Fedoseeva 1964.  Paraeurina acuminata ingår i släktet Paraeurina och familjen fritflugor. Inga underarter finns listade i Catalogue of Life.